# Седельниковський район
Седельниковський район (рос. Седельниковский район) — муніципальне утворення у Омській області.

## Адміністративний устрій
- Бакінське сільське поселення
- Голубовське сільське поселення
- Євлантьєвське сільське поселення
- Єльничне сільське поселення
- Кейзеське сільське поселення
- Кукарське сільське поселення
- Новоуйське сільське поселення
- Рагозінське сільське поселення
- Саратовське сільське поселення
- Седельниковське сільське поселення
- Унарське сільське поселення